# ラプンツェル (アルバム)
『ラプンツェル』は2000年6月14日にリリースされたCoccoの3枚目のアルバム。

## 解説
- 前作から2年のブランクを経てリリースされた。
- アルバム名の「ラプンツェル」はCoccoが幼い頃に好きであったグリム童話・ラプンツェルのことである。
- ジャケットには、Cocco自ら描いた、塔から垂らされた髪の絵が使用されている。童話に登場する話を描いている。
- アルバムの帯に書かれているキャッチコピーは「祈りは　今　放たれて」

## 収録曲
| 全作詞・作曲: こっこ（except #5 作曲：手代木克仁、#7 作曲：柴草玲）、全編曲: 根岸孝旨（except #1 ストリングアレンジ：村山達哉）。 |                                |                                                         |                                                         |      |
| # | タイトル                       | 作詞                                                    | 作曲・編曲                                              | 時間 |
| 1. | 「けもの道」                   | こっこ（except #5 作曲：手代木克仁、#7 作曲： 柴草玲 ） | こっこ（except #5 作曲：手代木克仁、#7 作曲： 柴草玲 ） | 4:59 |
| 2. | 「水鏡」                       | こっこ（except #5 作曲：手代木克仁、#7 作曲： 柴草玲 ） | こっこ（except #5 作曲：手代木克仁、#7 作曲： 柴草玲 ） | 4:42 |
| 3. | 「熟れた罪」                   | こっこ（except #5 作曲：手代木克仁、#7 作曲： 柴草玲 ） | こっこ（except #5 作曲：手代木克仁、#7 作曲： 柴草玲 ） | 4:29 |
| 4. | 「雲路の果て」                 | こっこ（except #5 作曲：手代木克仁、#7 作曲： 柴草玲 ） | こっこ（except #5 作曲：手代木克仁、#7 作曲： 柴草玲 ） | 5:27 |
| 5. | 「白い狂気」                   | こっこ（except #5 作曲：手代木克仁、#7 作曲： 柴草玲 ） | こっこ（except #5 作曲：手代木克仁、#7 作曲： 柴草玲 ） | 3:27 |
| 6. | 「'Twas on my Birthday night」 | こっこ（except #5 作曲：手代木克仁、#7 作曲： 柴草玲 ） | こっこ（except #5 作曲：手代木克仁、#7 作曲： 柴草玲 ） | 3:08 |
| 7. | 「樹海の糸」                   | こっこ（except #5 作曲：手代木克仁、#7 作曲： 柴草玲 ） | こっこ（except #5 作曲：手代木克仁、#7 作曲： 柴草玲 ） | 5:24 |
| 8. | 「ねないこだれだ」             | こっこ（except #5 作曲：手代木克仁、#7 作曲： 柴草玲 ） | こっこ（except #5 作曲：手代木克仁、#7 作曲： 柴草玲 ） | 3:36 |
| 9. | 「かがり火」                   | こっこ（except #5 作曲：手代木克仁、#7 作曲： 柴草玲 ） | こっこ（except #5 作曲：手代木克仁、#7 作曲： 柴草玲 ） | 4:19 |
| 10. | 「ポロメリア」                 | こっこ（except #5 作曲：手代木克仁、#7 作曲： 柴草玲 ） | こっこ（except #5 作曲：手代木克仁、#7 作曲： 柴草玲 ） | 5:15 |
| 11. | 「海原の人魚」                 | こっこ（except #5 作曲：手代木克仁、#7 作曲： 柴草玲 ） | こっこ（except #5 作曲：手代木克仁、#7 作曲： 柴草玲 ） | 4:14 |
| 12. | 「しなやかな腕の祈り」         | こっこ（except #5 作曲：手代木克仁、#7 作曲： 柴草玲 ） | こっこ（except #5 作曲：手代木克仁、#7 作曲： 柴草玲 ） | 5:21 |
| 合計時間: | 合計時間:                      | 54:21                                                   |                                                         |      |

## 演奏
- 向山テツ：Drums (#1.2.3.4.7.8.9.10.12)
- 根岸孝旨
  - Electric Bass (#1-5.7.8.9.10.12)
  - Electric Guitar (#1.2.3.5.7.8)
  - Acoustic Guitar (#1.6.12)
  - Drums, Celesta, Tambourine (#5)
  - Vibraphone (#10)
  - Bass Drum (#11)
- 柴田俊文
  - Keyboards (#1.2.3.4.7.10.12)
  - School Organ (#11)
- 大石真理恵
  - Percussion (#1.12)
  - Cymbal (#11)
- 梅崎俊春：Programming (#1.2.3.4.7.8.10.12)
- 村山・落合ストリングス：Strings (#1)
- 堀越信泰
  - Electric Guitar (#2.9.10.12)
  - Acoustic Guitar (#10)
- テーラー：Percussion (#2)
- 白井良明
  - Acoustic Guitar (#4)
  - Electric Guitar (#4.7)
- 西川進：Electric Guitar (#4)
- 岸利至：Programming (#4)
- 古川昌義：Acoustic Guitar (#7)
- テリー＆ドリー：Piano (#8)
- 沖縄モノレール建設大反対県人：Electric Guitar (#8)
- 渡辺等：Cello (#8)
- 長田進：Electric Guitar (#9.12)
- 柴草玲：Chorus (#10)
- モノレールの前に高速でしょう協会代表：Castanet (#11)
- 朝川朋之：Harp (#11)